# Ildo Meneghetti
Ildo Meneghetti (Porto Alegre, 20 luglio 1895 – Porto Alegre, 29 marzo 1980) è stato un politico e ingegnere brasiliano, appartenente al Partito Social Democratico (PSD).

## Carriera politica
Fu due volte sindaco di Porto Alegre (Brasile), dal 15 luglio 1948 al 1º febbraio 1951 e dal 1º gennaio 1952 al 3 luglio 1954.
Fu governatore dello Stato di Rio Grande do Sul anche due volte, dal 25 marzo 1955 al 25 marzo 1959 e dal 25 marzo 1963 al 12 settembre 1966.